# District fédéral sibérien
Le district fédéral sibérien (en russe : Сибирский федеральный округ, Sibirski federalny okroug) est l'un des huit districts fédéraux de Russie. Il occupe une position centrale parmi les trois districts fédéraux situés en Asie, mais ne doit pas être confondu avec la Sibérie qui constitue justement tout le territoire russe asiatique. Son centre administratif est Novossibirsk.

## Caractéristiques
Depuis le décret présidentiel du novembre 2018, la Bouratie et le kraï de Transbaïkalie ne font plus partie du district fédéral sibérien, qui s'étend désormais sur 4 361 757 km2 (25 % du territoire fédéral). Sa superficie est supérieure à celle de l'Union européenne.
C'est le deuxième plus grand district russe après le district fédéral extrême-oriental.
Le district est fortement atteint par la pollution atmosphérique. Ainsi, la concentration de benzopyrène, un hydrocarbure fortement cancérigène produit par l’industrie et les gaz d’échappement, dépasse de 116 fois les niveaux autorisés dans la ville de Kyzyl  et de 88 fois à Abakan.

### Indice de fécondité
| Année | Fécondité | Fécondité urbaine | Fécondité rurale |
| ----- | --------- | ----------------- | ---------------- |
| 1990  | 2,03      | 1,79              | 2,87             |
| 1991  | 1,87      | 1,63              | 2,68             |
| 1992  | 1,64      | 1,41              | 2,37             |
| 1993  | 1,44      | 1,24              | 2,04             |
| 1994  | 1,45      | 1,28              | 1,97             |
| 1995  | 1,40      | 1,24              | 1,86             |
| 1996  | 1,33      | 1,19              | 1,78             |
| 1997  | 1,27      | 1,13              | 1,69             |
| 1998  | 1,30      | 1,14              | 1,75             |
| 1999  | 1,22      | 1,08              | 1,64             |
| 2000  | 1,26      | 1,12              | 1,67             |
| 2001  | 1,29      | 1,17              | 1,68             |
| 2002  | 1,36      | 1,24              | 1,79             |
| 2003  | 1,41      | 1,28              | 1,86             |
| 2004  | 1,41      | 1,29              | 1,81             |
| 2005  | 1,37      | 1,26              | 1,72             |
| 2006  | 1,39      | 1,27              | 1,74             |
| 2007  | 1,54      | 1,38              | 1,98             |
| 2008  | 1,66      | 1,49              | 2,16             |
| 2009  | 1,70      | 1,53              | 2,23             |
| 2010  | 1,70      | 1,52              | 2,31             |
| 2011  | 1,72      | 1,52              | 2,47             |
| 2012  | 1,86      | 1,62              | 2,78             |
| 2013  | 1,88      | 1,64              | 2,86             |
| 2014  | 1,90      | 1,65              | 2,94             |
| 2015  | 1,90      | 1,72              | 2,65             |
| 2016  | 1,87      | 1,68              | 2,63             |
| 2017  | 1,72      | 1,53              | 2,46             |
| 2018  | 1,64      |                   |                  |
| 2019  | 1,54      |                   |                  |

### Structure par âge en 2010
| Total    | Total     | Total    |
| 0-14 ans | 15-64 ans | + 65 ans |
| -------- | --------- | -------- |
| 16,6 %   | 72,2 %    | 11,2 %   |
| Urbain   |           |          |
| 0-14 ans | 15-64 ans | + 65 ans |
| 15,6 %   | 73,3 %    | 11,1 %   |
| Rural    |           |          |
| 0-14 ans | 15-64 ans | + 65 ans |
| 19,3 %   | 69,4 %    | 11,3 %   |

### Âge médian en 2010
| Total    | Total  | Total  |
| Ensemble | Hommes | Femmes |
| -------- | ------ | ------ |
| 36,2     | 33,5   | 38,9   |
| Urbain   |        |        |
| Ensemble | Hommes | Femmes |
| 35,9     | 33,1   | 38,6   |
| Rural    |        |        |
| Ensemble | Hommes | Femmes |
| 37,2     | 34,9   | 39,7   |

## Subdivisions
Le district fédéral sibérien est composé des sujets fédéraux suivants (la capitale de chaque sujet est indiquée dans la dernière colonne) :
| Carte du district fédéral sibérien présentant le découpage en sujets fédéraux | 1  | Drapeau de la république de l'Altaï   | République de l'Altaï       | Gorno-Altaïsk |
| Carte du district fédéral sibérien présentant le découpage en sujets fédéraux | 2  | Drapeau du kraï de l'Altaï            | Kraï de l'Altaï             | Barnaoul      |
| Carte du district fédéral sibérien présentant le découpage en sujets fédéraux | 3  | Drapeau de l'oblast d'Irkoutsk        | Oblast d'Irkoutsk           | Irkoutsk      |
| Carte du district fédéral sibérien présentant le découpage en sujets fédéraux | 4  | Drapeau de l'oblast de Kemerovo       | Oblast de Kemerovo-Kouzbass | Kemerovo      |
| Carte du district fédéral sibérien présentant le découpage en sujets fédéraux | 5  | Drapeau du kraï de Krasnoïarsk        | Kraï de Krasnoïarsk         | Krasnoïarsk   |
| Carte du district fédéral sibérien présentant le découpage en sujets fédéraux | 6  | Drapeau de l'oblast de Novossibirsk   | Oblast de Novossibirsk      | Novossibirsk  |
| Carte du district fédéral sibérien présentant le découpage en sujets fédéraux | 7  | Drapeau de l'oblast d'Omsk            | Oblast d'Omsk               | Omsk          |
| Carte du district fédéral sibérien présentant le découpage en sujets fédéraux | 8  | Drapeau de l'oblast de Tomsk          | Oblast de Tomsk             | Tomsk         |
| Carte du district fédéral sibérien présentant le découpage en sujets fédéraux | 9  | Drapeau de la république de Touva     | République de Touva         | Kyzyl         |
| Carte du district fédéral sibérien présentant le découpage en sujets fédéraux | 10 | Drapeau de la république de Khakassie | République de Khakassie     | Abakan        |

## Administration
Le district est administré par un représentant plénipotentiaire (polpred) du président de la fédération de Russie, nommé par ce dernier.
| Période                           | Nom               | Notes                                                           |
| --------------------------------- | ----------------- | --------------------------------------------------------------- |
| 18 mai 2000-9 septembre 2004      | Leonid Drachevski |                                                                 |
| 9 septembre 2004-9 septembre 2010 | Anatoli Kvachnine |                                                                 |
| 9 septembre 2010-12 mai 2014      | Viktor Tolokonski |                                                                 |
| 12 mai 2014-28 juillet 2016       | Nikolaï Rogojkine |                                                                 |
| 28 juillet 2016-9 avril 2021      | Sergueï Méniaïlo  | Nommé chef par intérim d'Ossétie du Nord-Alanie le 9 avril 2021 |
| Depuis le 12 octobre 2021         | Anatoli Serychev  |                                                                 |

## Principales villes
| 1  | Novossibirsk  | 1 633 595 |
| 2  | Krasnoïarsk   | 1 187 771 |
| 3  | Omsk          | 1 125 695 |
| 4  | Barnaoul      | 630 877   |
| 5  | Irkoutsk      | 617 264   |
| 6  | Kémérovo      | 557 119   |
| 7  | Tomsk         | 556 478   |
| 8  | Novokouznetsk | 537 480   |
| 9  | Bratsk        | 224 071   |
| 10 | Angarsk       | 221 296   |